# Doornstaartgrondleguaan
De doornstaartgrondleguaan (Strobilurus torquatus) is een hagedis uit de familie kielstaartleguaanachtigen (Tropiduridae).

## Naam en indeling
De wetenschappelijke naam van de soort werd voor het eerst voorgesteld door Arend Friedrich August Wiegmann in 1834. Later werd de wetenschappelijke naam Doryphorus spinosus gebruikt. De soort werd enige tijd tot de kielstaartleguanen uit het geslacht Tropidurus gerekend. Het is de enige soort uit het monotypische geslacht Strobilurus. Strobilurus is tevens de naam van een geslacht van zwamvormende schimmels.

## Uiterlijke kenmerken
De lichaamslengte bedraagt ongeveer vier centimeter, de staart is langer dan het lijf en meet ongeveer 5,5 cm. De lichaamskleur is bruingrijs tot groen van kleur, aan de kop zijn zwarte vlekken en dwarsstrepen aanwezig. Deze komen soms ook terug op de rug en staart.

## Levenswijze
De doornstaartgrondleguaan klimt veel in bomen en hoewel de hagedis geen slank lichaam heeft zoals veel andere boomklimmende leguaanachtigen kan het dier op enige hoogte gevonden worden in bomen zoals in de bladeren van de kruin. Op het menu staan insecten en voornamelijk mieren. De hagedis is heliofiel, wat betekent dat het dier graag een zonnebad neemt.

## Verspreiding en habitat
De doornstaartgrondleguaan komt voor in Zuid-Amerika en is endemisch in het oosten en zuiden van Brazilië. De habitat bestaat uit bossen en er is enige tolerantie voor door de mens aangepaste streken zoals cacaoplantages.

## Beschermingsstatus
Door de internationale natuurbeschermingsorganisatie IUCN is de beschermingsstatus 'veilig' toegewezen (Least Concern of LC).